# John Titcomb Sprague
Pour les articles homonymes, voir Sprague.
John Titcomb Sprague (3 juillet 1810 à Newburyport- 6 septembre 1878 à New York) est un militaire américain qui est l'auteur d'un ouvrage de référence sur la Seconde Guerre séminole, intitulé The origin, progress, and conclusion of the Florida war..., paru en 1848.

## Carrière militaire
En 1834, Sprague est 2nd Lieutenant dans le corps des Marines. En 1837, il démissionne des Marines et entre au 5th US Infantry, où il servira jusqu'en 1838, pour être transféré au 8th US Infantry. Il est promu premier-lieutenant en 1839. Lors de la Seconde Guerre séminole, il sert en Floride, où il est nommé capitaine en 1842. Il ne combat pas lors de la Guerre américano-mexicaine, car il a été nommé responsable des Affaires indiennes en Floride et commandant de Fort Brook. Il est élevé au grade de major en 1848. Lors de son séjour en Floride, il se prend de sympathie pour les Séminoles et rédige son ouvrage intitulé The origin, progress, and conclusion of the Florida war..., relatant les sept années de cette guerre.
Il est ensuite envoyé au Texas avec le 8th US Infantry. En 1850, il commande Fort Inge, sur la Leona River, puis une compagnie du train. Il sert ensuite au Nouveau-Mexique, où il combat les Navajos, Apaches et Comanches. Entre 1858 et 1861, il quitte l'armée pour ouvrir une mine d'argent au Nouveau-Mexique.
En 1861, il est rappelé au Texas, pour rejoindre son régiment à Fort Bliss, mais il est arrêté par un « comité de salut public », à San Antonio, puis libéré sur parole par les autorités confédérées et rejoint New York. Le 25 juin 1861, il fait un discours à la société d'histoire de New York, intitulé, The Treachery in Texas (« Trahison au Texas ») dans lequel il relate le traitement réservé aux officiers et aux soldats des États-Unis, lors de la prise de pouvoir des Confédérés au Texas.
Pendant la Guerre de Sécession, il est nommé Adjudant-général (avec rang de brigadier-général) de l'État de New York, poste qu'il occupe jusqu'en 1865. Après la guerre, il retourne en Floride en tant que colonel du 7th US Infantry, jusqu'en 1869. Il prend sa retraite en 1870 et meurt à New York le 6 septembre 1878.

## Œuvres
- The origin, progress, and conclusion of the Florida war... New York, D. Appleton & Co.: Philadelphia, G.S. Appleton, 1848. (OCLC 1846069)
- The treachery in Texas, the secession of Texas, and the arrest of the United States officers and soldiers serving in Texas. Read before the New-York Historical Society, June 25, 1861. New-York, Printed for the Society, 1862. (OCLC 904851)

## Sources
- (en) Francis B. Heitman, Historical register and dictionary of the United States army, from its organization, September 29, 1789, to March 2, 1903. Washington, Govt. print. off., 1903. (OCLC 1200947)
- (en) Dan L. Thrapp, Encyclopedia of frontier biography, Glendale, Calif. : A.H. Clark Co., 1988.  (ISBN 9780870621918)